# 梅納卡省

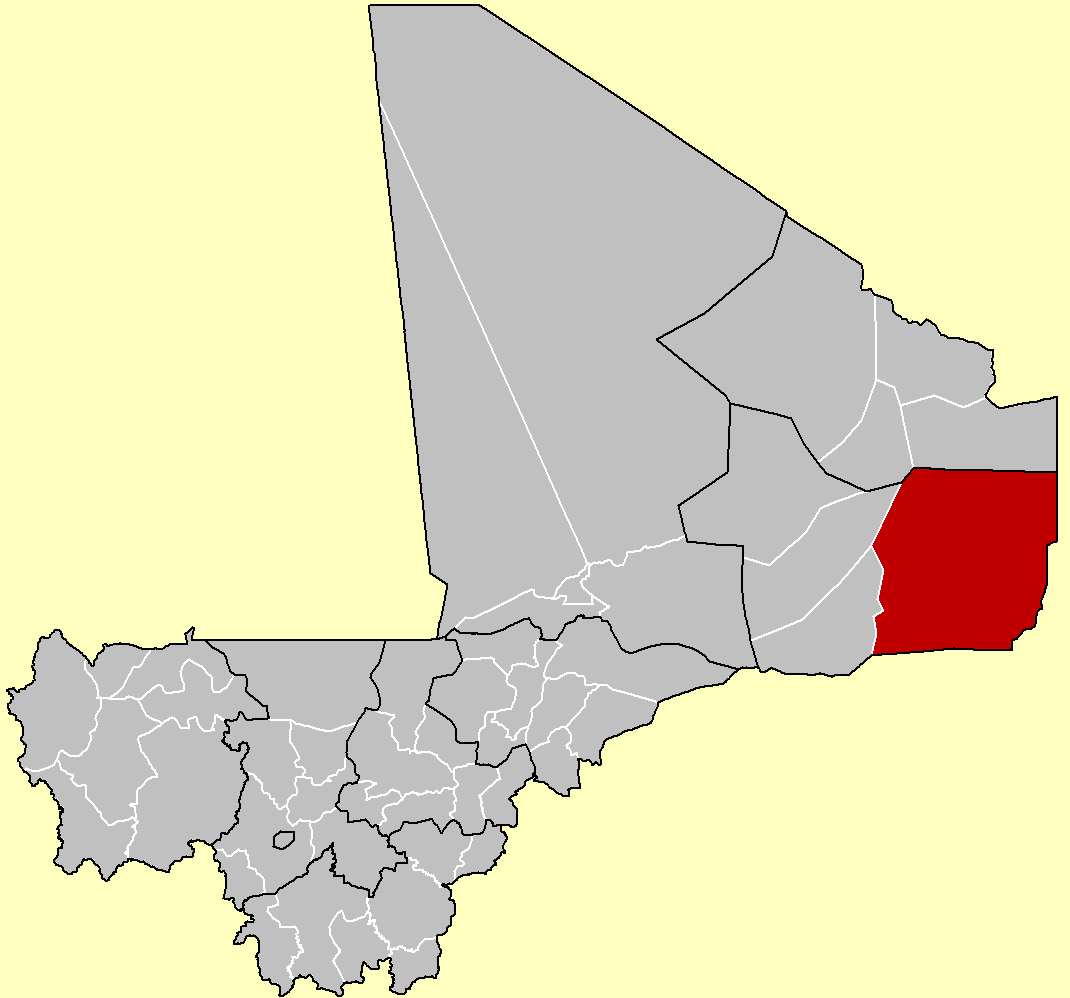

梅納卡省（法語：Cercle de Ménaka）是馬里的省份，位於該國東部，由加奧區負責管轄，首府設於梅納卡，面積73,664平方公里，2009年人口56,104，人口密度每平方公里0.76人。